# Parque nacional de Alania
El parque nacional de Alania (en ruso: Национальный парк Ала́ния) es una sección montañosa con una gran cantidad de glaciares, situada en la vertiente septentrional de las montañas del Cáucaso Central. Abarca el tercio sur del distrito de Irafsky de la República de Osetia del Norte-Alania. El parque se creó con el doble propósito de servir de refugio ecológico -tiene niveles muy altos de biodiversidad y especies vulnerables, como el tur del Cáucaso occidental, casi en peligro de extinción- y también de zona de gran patrimonio cultural y potencial para el turismo recreativo. El parque contiene extensas ruinas arqueológicas de varias civilizaciones notables del pasado, como el pueblo koban de la Edad de Bronce (1200-300 a. C.) y el pueblo alano (100 a.C. - 1234 d.C.) De los alanos procede el nombre de "Alaniya", e indirectamente el término "ario". Dado que las altitudes en el parque pueden alcanzar casi 4.000 metros verticales en distancias muy cortas, las laderas y los valles muestran una fuerte "zonificación de altitud". Estas zonas climáticas varían desde los glaciares y picos alpinos en las secciones altas y meridionales, hasta los pastizales esteparios en las zonas septentrionales.

## Topografía

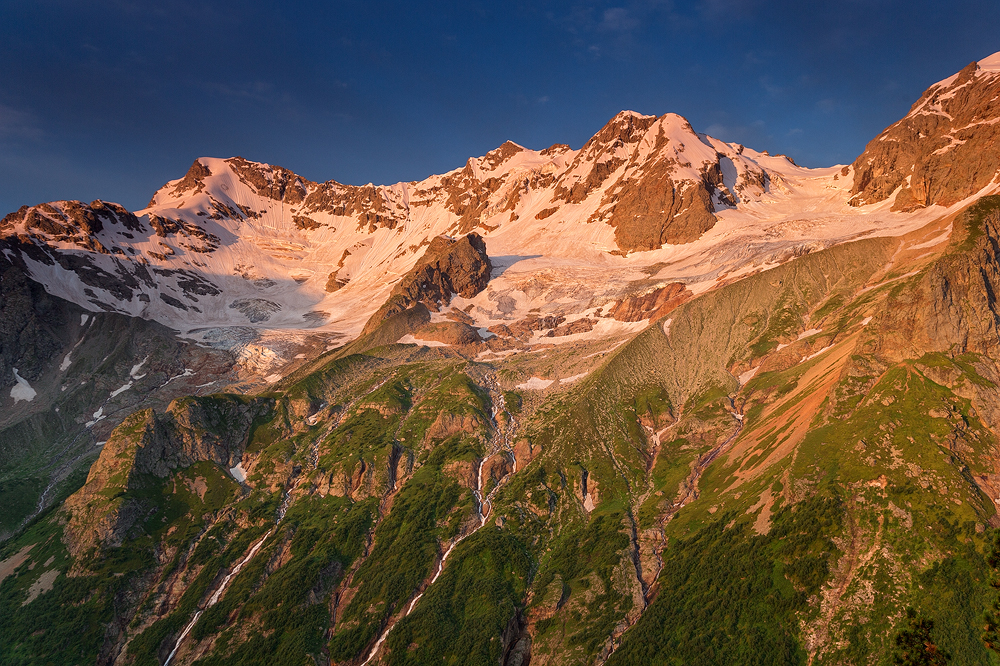
Montañas del Parque Nacional Alanya.

El parque se encuentra en un punto central del Cáucaso, que es a su vez la división continental entre Asia y Europa. El Parque Nacional de Alania ocupa aproximadamente dos tercios de la distancia entre el Mar Negro al oeste y el Mar Caspio al este. El límite meridional del parque, en la cima de la cresta montañosa, discurre a lo largo de la frontera con la República de Georgia. Al oeste se encuentra la Reserva de Kabardino-Balkaria (otra zona protegida en la cresta de la montaña) y al este la Reserva de Osetia del Norte.
Las altitudes oscilan entre los 4.646 metros del monte Uilpata y los 800 metros del valle del río Urukh. La mayor parte de la cubierta del suelo es glaciar, roca y pedregal en las altitudes más elevadas. El glaciar moderno ocupa aproximadamente 80 kilómetros cuadrados. En las altitudes medias, aproximadamente el 20% del parque está arbolado. En los niveles más bajos, y en los valles del norte, hay praderas y bosques dispersos.
El parque tiene más de 70 ríos y arroyos, la mayoría alimentados por glaciares. Los pocos lagos son de tamaño pequeño y también se alimentan de glaciares y escorrentía de nieve. Los 45 lagos cubren un área de solo 11 hectáreas en total, mientras que los 5 pantanos alpinos cubren un área total de 103 hectáreas. La cresta principal y la cresta lateral están compuestas por granitos, gneises y esquistos, con las rocas sedimentarias más jóvenes reunidas en grandes pliegues en forma de abanico. Hay manantiales minerales en los valles superiores, cascadas y claros del bosque en las terrazas. Los glaciares nombrados incluyen Masota, Tana, Karuaugom, Songuti, Bart, Fastagstete y Tasmazov.
El principal valle fluvial que atraviesa el parque es el río Urukh, alimentado por el glaciar Karaugom y numerosos afluentes glaciares. El glaciar Karaugom tiene 1,3 km de longitud y 26,6 km de superficie. En cuanto a la elevación, el glaciar alcanza desde los 3.440 metros en la parte superior hasta los 1.830 metros en la parte inferior de la lengua, una altura de 1.610 metros. Un estudio reciente asocia al glaciar con un aumento de las temperaturas en el Cáucaso Central de 0,05 grados C por año, y un retroceso glacial medio de 8 metros por año. Además, el Karaugom desciende a una altitud inferior a la de cualquier otro glaciar del Cáucaso, adentrándose en la zona boscosa.

## Clima y ecorregión

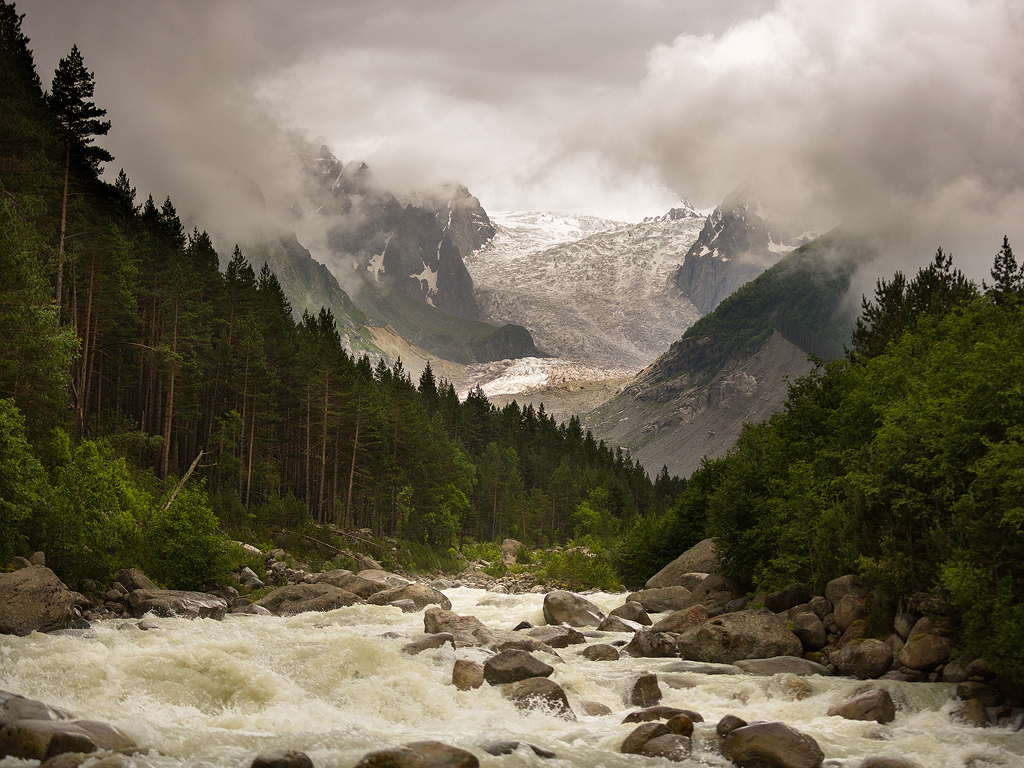
Glaciar Karaugom, vista lejana desde el norte por el río Urukh. Una pared de hielo de un kilómetro de altura.

El clima de la región en general es continental húmedo, (Dfa en la escala climática de Koppen). La región se caracteriza por inviernos largos y nevados y veranos cortos y frescos.
- Temperatura media de enero: -5 °C (23 °F)
- Temperatura media en julio: +24 °C (75 °F)
- Precipitación media anual: 400-700 milímetros en las llanuras; más de 1.000 milímetros en las montañas.[3]

Alaniya se encuentra en la ecorregión de bosques mixtos del Cáucaso, descrita por la Federación Mundial de Vida Silvestre como "una de las regiones más ricas en biología y diversidad cultural de la Tierra". La zona se encuentra en una encrucijada biológica. Especies de Europa, Asia, Oriente Medio y África del Norte se encuentran en el Cáucaso.

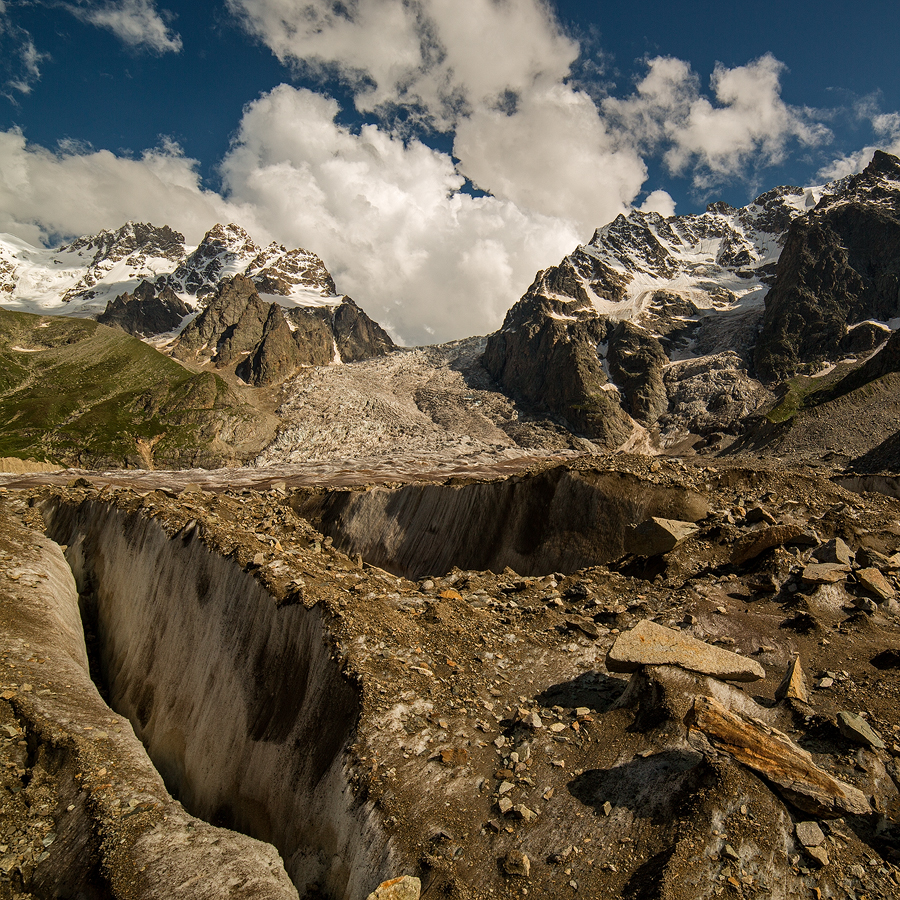
Glaciar Karaugom, en la base del campo de hielo
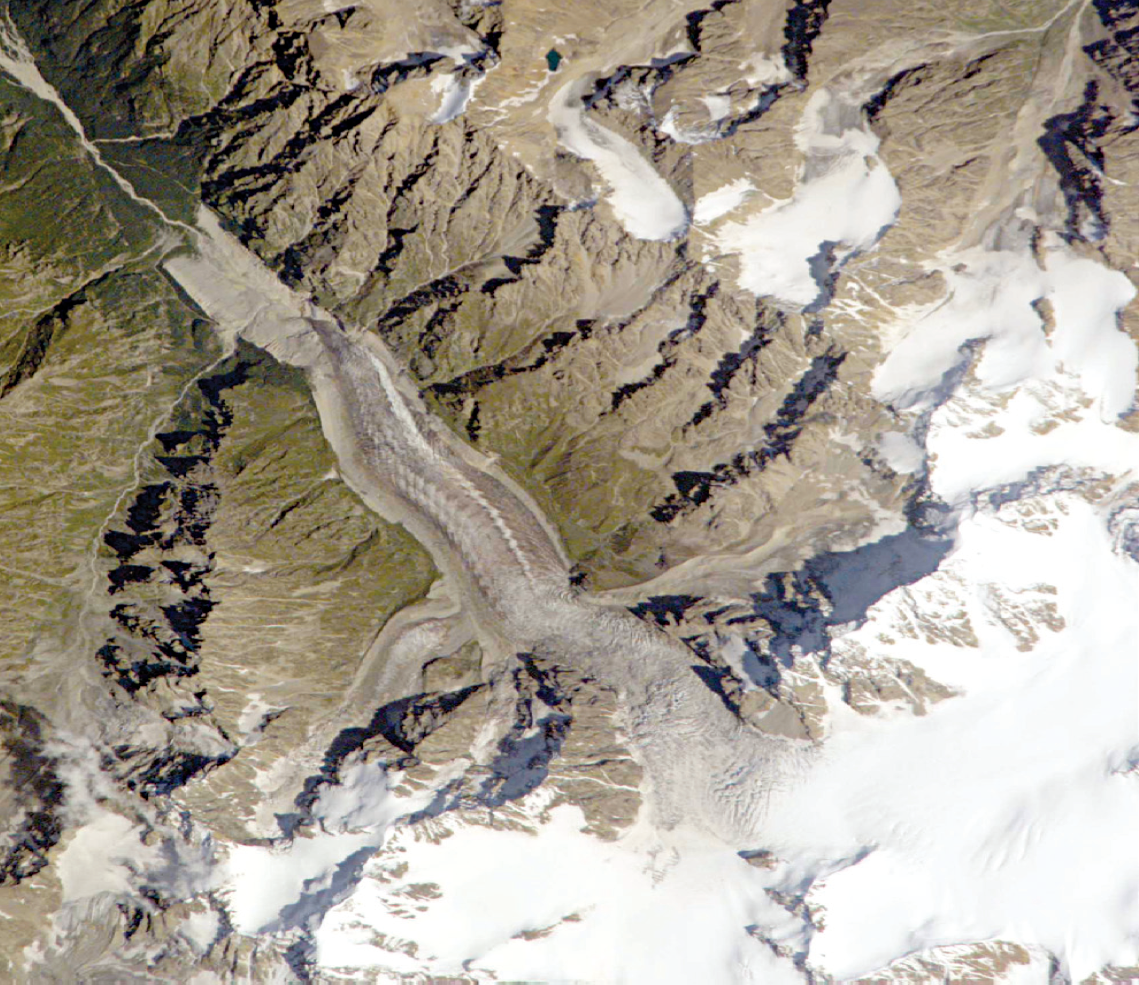
Glaciar Karaugom de la ISS, 2002

## Plantas
Las mayores altitudes, por encima de los 1.800 m, son de carácter alpino y subalpino. En las altitudes medias, aproximadamente el 20% del parque es forestal, siendo comunes el pino, el rododendro, el abedul amarillo, el enebro y la rosa silvestre. En los niveles más bajos, y en los valles del norte, hay praderas y comunidades vegetales de llanura fluvial. Se han identificado más de 1.000 especies de plantas en el parque, 200 de las cuales son endémicas del Cáucaso.

En la parte alta del valle del río Haresskogouschelya, a 2.400 m de altitud, se encuentra el "Pantano de Chifandzar". Esta turbera, de unas 3 hectáreas, está dominada por esfagnos, juncos y flores nórdicas como el ranúnculo dorado. Con una profundidad de 3 m, se cree que el Chifandzar tiene 5.000 años de antigüedad.

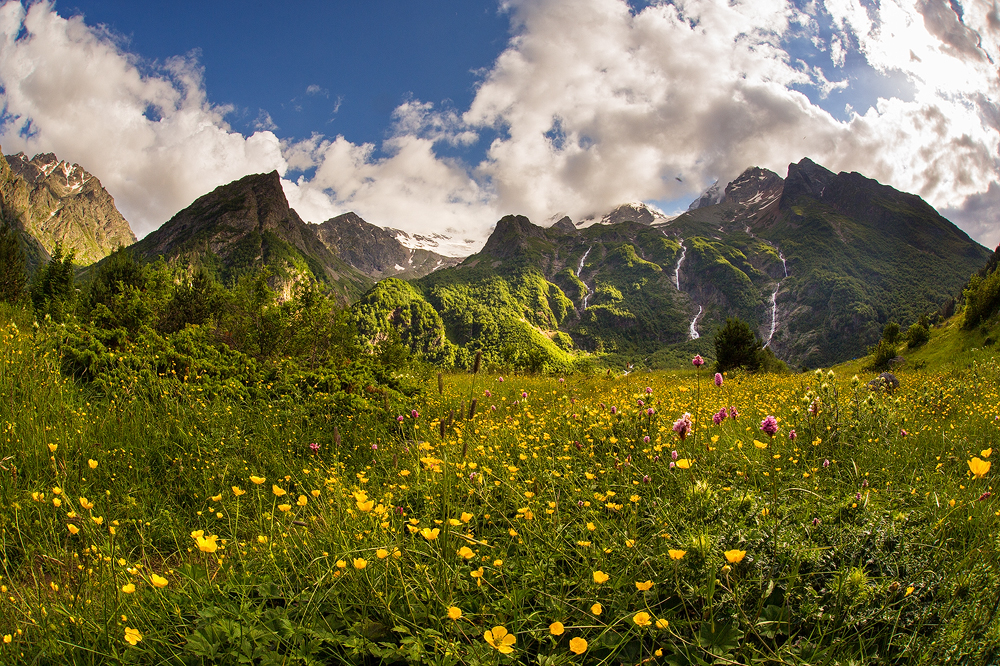
Prados alpinos, tierras altas de Alania
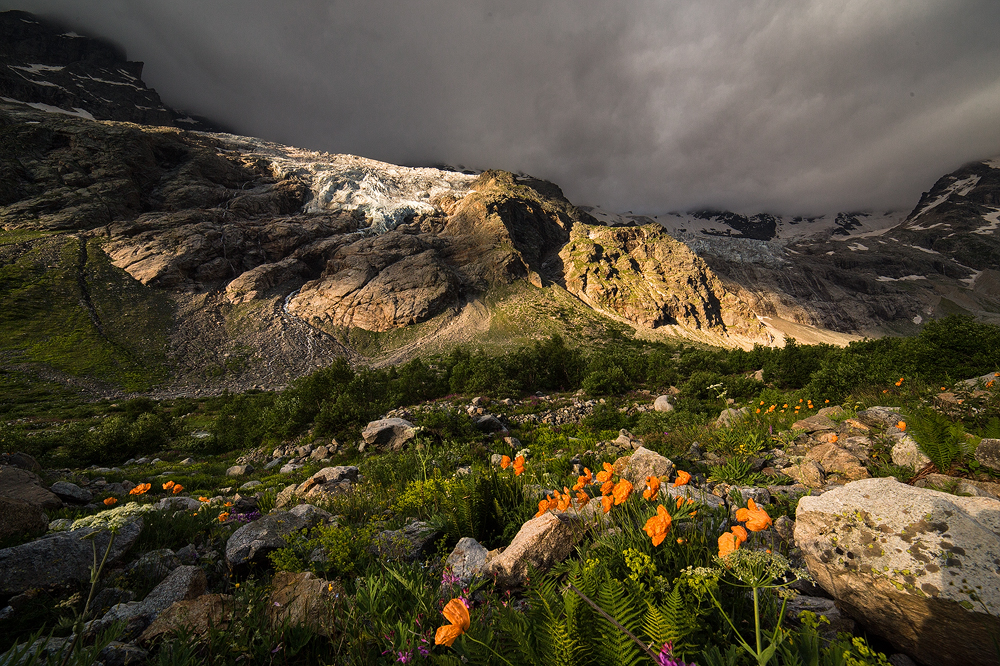
Mañana en el desfiladero de Tanadon
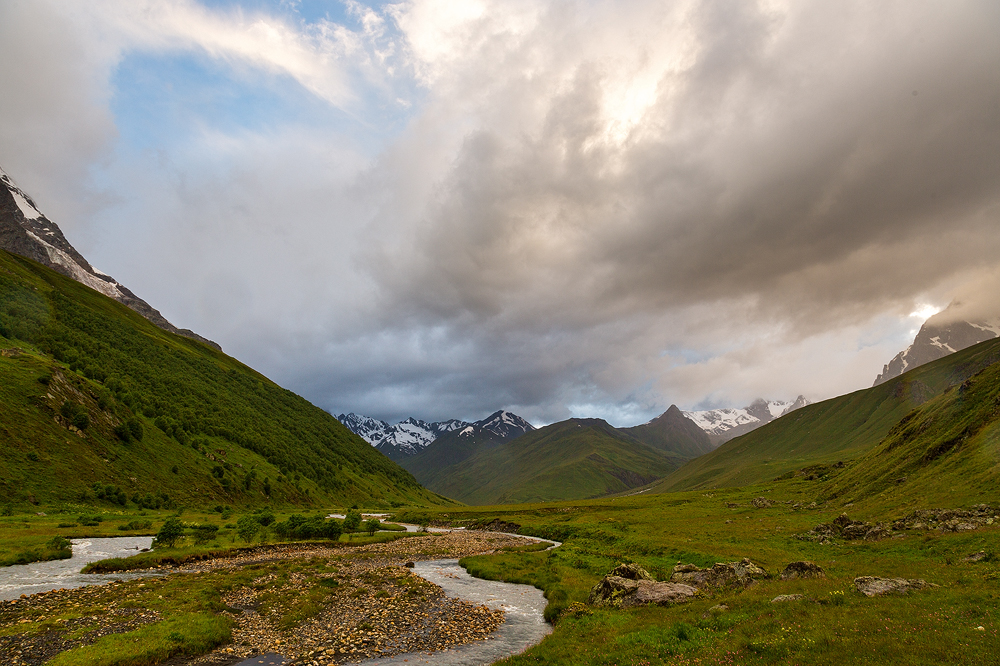
Pantano de Chifandzar (turbera)

## Animales
Los mamíferos del parque son los propios de las áreas boscosas de la vertiente norte del Cáucaso, con 34 especies que incluyen lobos, chacales y rebecos, linces y zorros, así como el casi amenazado tur del Cáucaso occidental.

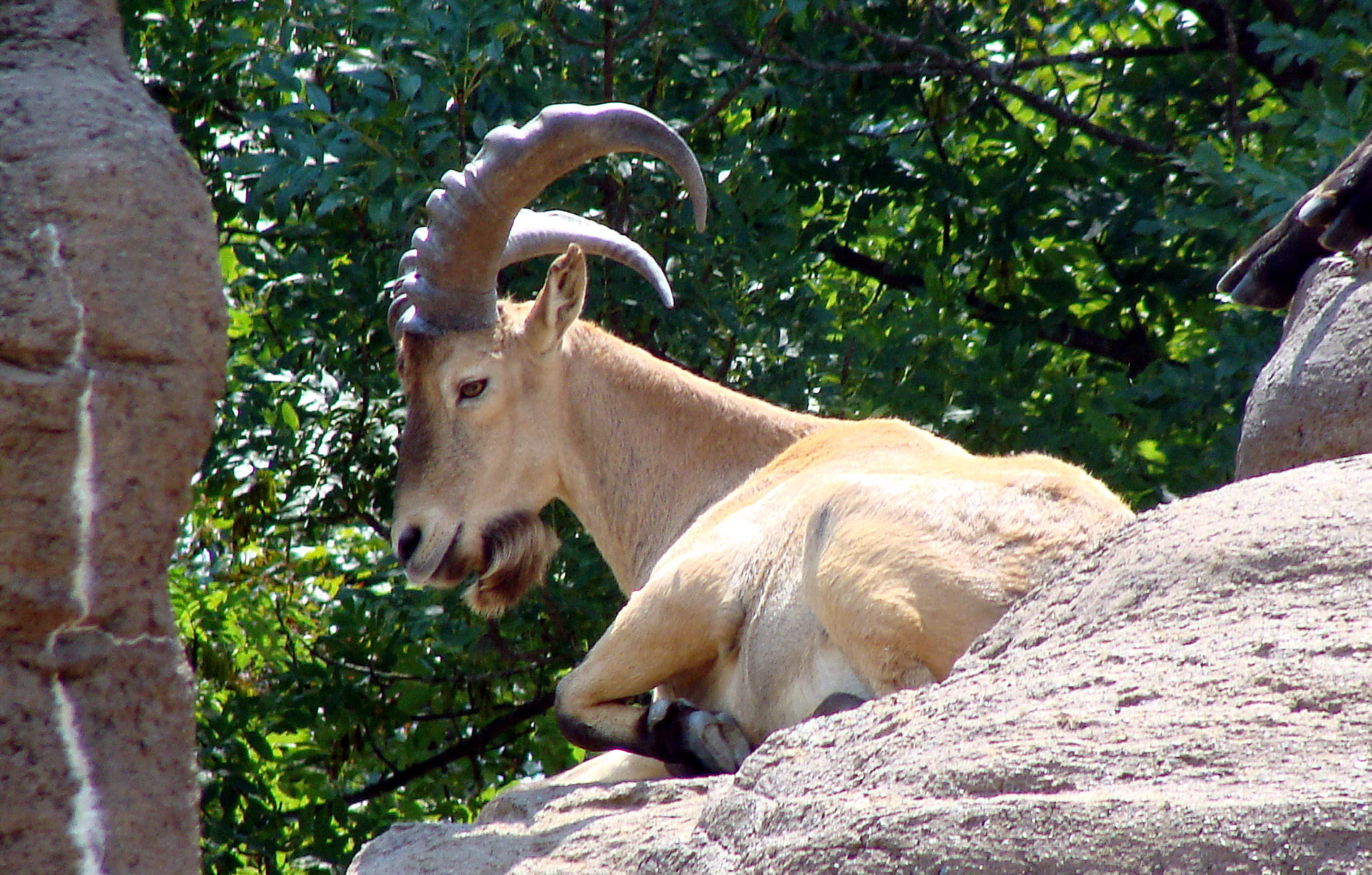
Tur del Cáucaso Occidental (estado: casi amenazado)
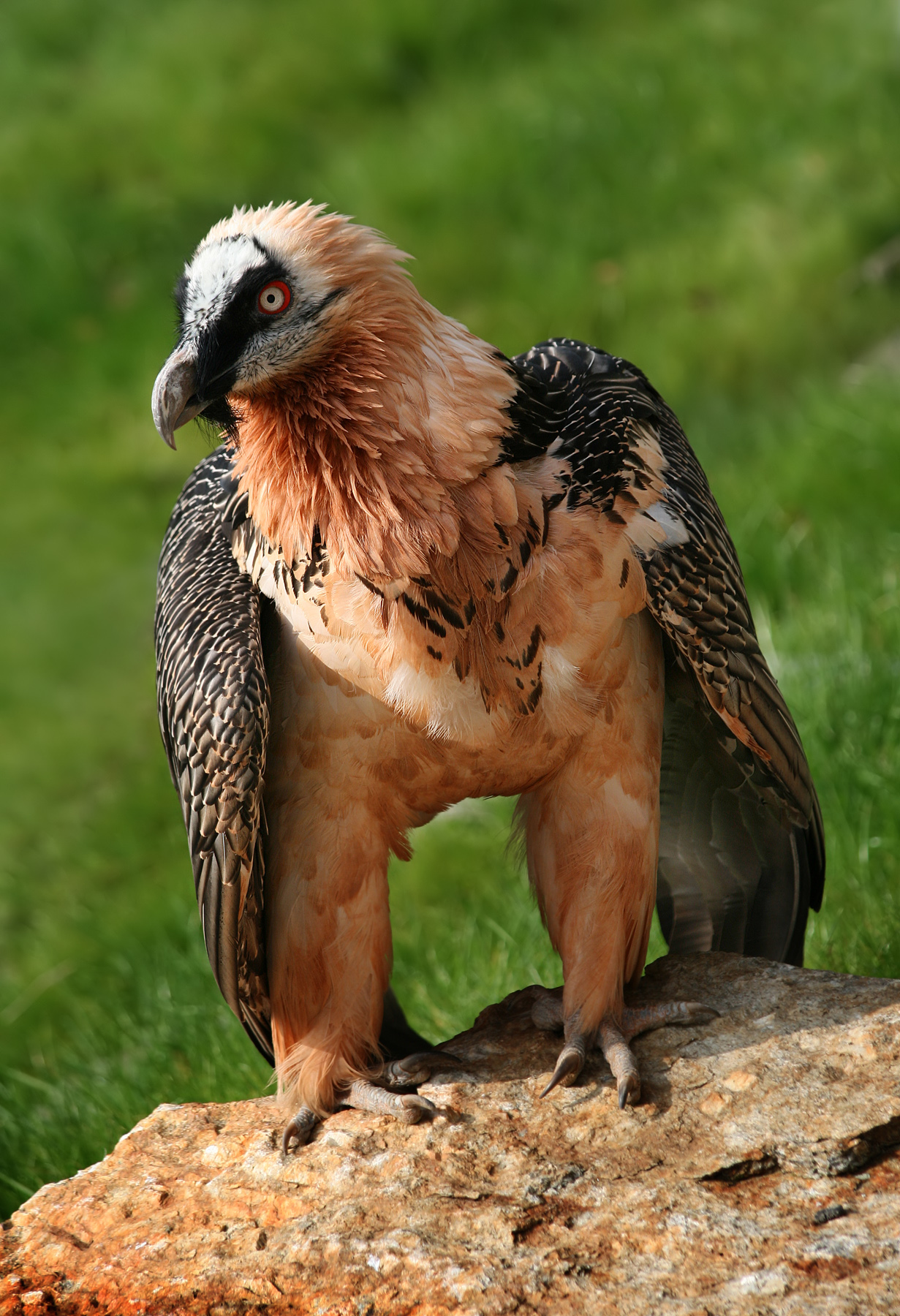
Quebrantahuesos (estado: casi amenazado)

La totalidad del PN de Alania ha sido designada "Zona de Importancia para las Aves y la Biodiversidad" (IBA) por BirdLife International, citando la presencia de especies activas vulnerables como el quebrantahuesos y el urogallo del Cáucaso, casi amenazados. En el parque hay 116 especies de aves, de las que se sabe que 42 se reproducen.
El único pez que se encuentra en los arroyos de Alania es la trucha de arroyo. De los cinco reptiles conocidos en el parque, un residente notable es la vulnerable víbora de estepa. Los hongos incluyen Rubroboletus satanas (hongo de Satanás) con un sombrero compacto que puede alcanzar los 30 cm.

## Historia

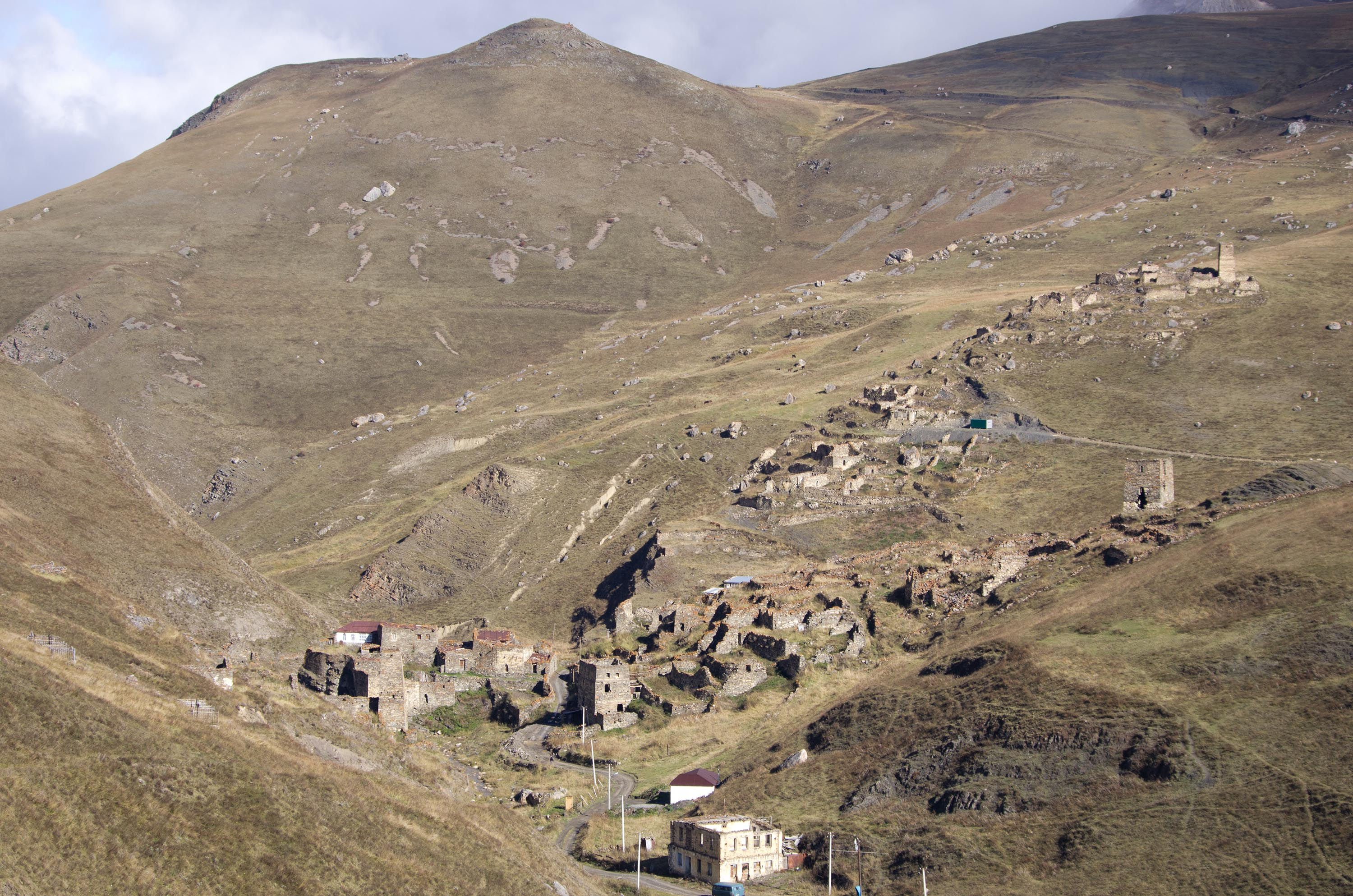
Ruinas arqueológicas, pueblo de Galiat en la zona cultural protegida en el límite noreste del Parque Nacional de Alania

La zona del Parque Nacional de Alania ha estado habitada durante miles de años. Al contar con un territorio fértil, en una importante ruta comercial a través del Cáucaso, ha estado habitada por muchos grupos sucesivos, que han dejado restos arqueológicos de su presencia. La cultura Koban de la Edad de Bronce habitó la zona desde el 1100 a. C. hasta el 400 a. C., cuando se cree que fue destruida por los escitas. Los kobanos establecieron talleres de hábiles trabajadores del metal, aprovechando los recursos minerales de la zona montañosa. Los kobanos también desarrollaron la agricultura en terrazas, iniciando una tradición de erosión del suelo en la zona, que acabó por dejar infértiles grandes extensiones de terreno en terrazas.
En los primeros años del primer milenio, la zona fue colonizada por los alanos, una tribu guerrera y nómada que hablaba una lengua iraní, y que habían sido nómadas por toda Europa antes de asentarse en el norte del Cáucaso hacia el año 700 de nuestra era. Construyeron un poderoso reino en la zona de Alania. Cuando fueron derrotados militarmente por los mongoles hacia el año 1300, se retiraron a las colinas y permanecieron relativamente aislados hasta 500 años después. Estos alanos fueron los antepasados medievales del actual pueblo oseta. Los actuales habitantes de las zonas occidentales de Osetia del Norte (conocidos históricamente como Digoria) hablan a veces el dialecto digor, y fueron uno de los últimos grupos introducidos oficialmente en Osetia.
La zona montañosa del distrito de Irafsky ha experimentado un declive demográfico y una emigración a largo plazo durante los últimos 200 años. En cuanto al parque en sí, la unidad administrativa actual fue precedida por una reserva forestal protegida, establecida en 1958. En los años siguientes y mediante la creación del estatus de parque nacional completo en 1998, se creó el conjunto de zonas de protección vinculadas. En la actualidad, el parque está protegido por el Departamento de Bosques y Protección, con patrullas a tiempo completo en coche, a caballo y a pie para hacer cumplir las leyes medioambientales.

## Turismo

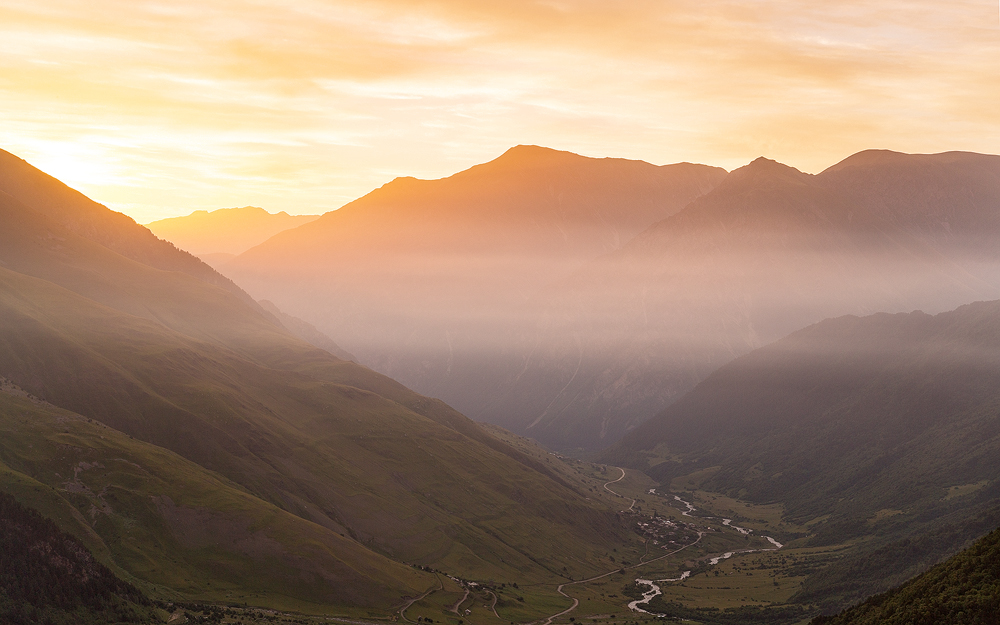
Pueblo de Stur-Digora, valle del río Urukh superior

Para todo tipo de visitantes en las zonas recreativas, se expiden permisos en la ciudad de Chikola, con permisos para coches y mascotas. Para aventurarse en la zona de seguridad de la frontera, los permisos deben obtenerse en una de las oficinas fronterizas, puede ser necesario un plazo de 1 a 30 días.
El transporte al parque suele ser en tren o avión hasta Vladikavkaz, y luego en autobús o taxi hasta Chikola. Hay albergues en Dzinaga y Rostelmash, y un hotel en las "puertas del cielo" del parque. También hay alojamiento en el campamento de escalada "Coma-Art".
El parque es muy conocido por el alpinismo. Se puede escalar desde lo simple hasta lo 6B en la clasificación rusa; los dos picos más altos son el Uilpata (4 649 m) y el Laboda (4 313.7 m).